# Refugio rojo en llamas (El Ala Oeste)
 Refugio rojo en llamas  es el décimo séptimo capítulo de la cuarta temporada de la serie dramática El Ala Oeste.

## Argumento
El Presidente ordena el rescate de los 3 militares secuestrados por las fuerzas de Kundun mientras recibe en la Casa Blanca a sus familiares. Entre ellos está Carrie Snodgress, madre de uno de los soldados, quien critica a Leo porque en la administración nadie ha estado en el ejército. Ignora que el propio Leo fue piloto en la Guerra de Vietnam. Finalmente se rescatan a los militares, pero hay un atentado terrorista suicida en Ghana con 17 víctimas norteamericanas. En dicho país estaba la base desde donde partieron las fuerzas de rescate.
Josh ridiculiza al ayudante de la primera dama por una modificación presupuestaria que daría varios millones a la salud de los más desfavorecidos. Esta tras un discurso de recaudación en California decide cambiar a su asistente: a partir de ahora será Amy Gardner. Esta última, en una de sus primeras acciones en el cargo, cambia la redacción del presupuesto durante las galeradas de última hora.
Will sigue intentando redactar el discurso de la propuesta de modificación de la ley tributaria junto a su hermanastra y varias becarias. Muy duro con ellas termina cambiando su actitud tras comprobar sus aportaciones. Están más preparadas de lo que piensa. Mientras, Charlie y Toby salen de la comisaría donde estaban detenidos. Este último, que ahora llevará la campaña de Sam le dice una certeza contundente: va a perder las elecciones. Prefiere que sea coherente con sus ideas a intentar darle la vuelta a una situación muy difícil: está 8 puntos por debajo de su adversario.

## Curiosidades
- El expresidente de Corea del Sur, Roh Moo-hyun, comentó en una importante conferencia que la política en su país se parece bastante a la americana, nombrando su serie de televisión favorita: El Ala Oeste.[1]
- El título del episodio se refiere a un mensaje en clave que indica un atentado a fuerzas militares de los Estados Unidos.

## Enlaces
- Enlace al Imdb.
- Guía del Episodio (en inglés).